# 笹川美和
笹川 美和（ささがわ みわ、1983年2月23日 - ）は、日本のシンガーソングライターである。

## 来歴
新潟県北蒲原郡紫雲寺町（現在の新発田市）生まれ。新潟県立新潟女子短期大学卒業。
2000年（平成12年）、モスバーガー主催のクリスマスソング・グランプリで自身作詞作曲の『Thanks to be here』がグランプリを受賞。その後、インディーズとして音楽活動を始める。2003年（平成15年）9月18日にavex traxよりシングル 『笑』でメジャーデビュー。2007年（平成19年）7月末をもってエイベックスとの契約を終了。その後インディーズにて活動を続けていたが、2012年（平成24年）にエイベックスのウェブサイト内に公式サイトが開設され、エイベックスと5年振りに再契約したことと新作の発売が発表された。

## 作品

### メジャー

#### シングル
- 1stシングル『笑』（2003年9月18日）
  - 2003年内限定生産・オリコン最高位49位

  1. 笑 - キリンビバレッジ「小岩井純水果汁」CMソング
  2. 願いごと
- 2ndシングル『金木犀』（2003年10月16日）
  - 2003年内限定生産・オリコン最高位82位

  1. 金木犀 - TBS系ドラマ「新しい風」主題歌
  2. 初失恋 - モスバーガーCMソング
- リカットシングル『金木犀/笑』（2004年5月26日）
  - オリコン最高位37位

  1. 金木犀 - TBS系ドラマ「新しい風」主題歌
  2. 笑 - キリンビバレッジ「小岩井純水果汁」CMソング
  3. 初失恋 - モスバーガーCMソング
- 3rdシングル『あなたあたし』（2004年8月25日）
  - オリコン最高位99位

  1. あなたあたし - TBS系「世界・ふしぎ発見!」EDテーマ
  2. さずけましょう
- 4thシングル『止めないで/美しい影』（2004年11月17日）
  - オリコン最高位100位

  1. 止めないで - 毎日放送・TBS系「世界ウルルン滞在記」EDテーマ
  2. 美しい影
  3. あなた あたし（Solo Performance Version）
- 5thシングル『向日葵』（2005年10月5日）
  - オリコン最高位144位

  1. 向日葵 - NHKがんサポートキャンペーンソング
  2. みみ
- 6th新潟限定シングル『紫雲寺』（2005年10月26日）
  - 新潟地区限定生産[1]・オリコン最高位191位

  1. 紫雲寺
- 7thシングル『誘い』（2006年1月11日）
  - オリコン最高位162位

  1. 誘い
  2. 天邪鬼
- 8thシングル『朧月夜/過去』（2006年8月30日）
  1. 朧月夜
  2. 過去
  3. 安息日
- 9thシングル『迷いなく』（2006年11月8日）
  1. 迷いなく - テレビ朝日系「セレクション X」エンディングテーマ
  2. 海砂

#### アルバム
- 1stアルバム『事実』（2003年11月19日）
- 2ndアルバム『数多』（2005年1月19日）
- 3rdアルバム『夜明け』（2006年2月22日）
  - オリコン最高位82位

  1. 夜明け
  2. 向日葵 - NHKがんサポートキャンペーンソング
  3. いりませんか - 本格米焼酎 米蔵「たきたて米蔵」TVCMソング(東北5県オンエア)
  4. 流れ星
  5. 桔梗
  6. 緑
  7. 流してしまおう
  8. 無情
  9. 誘い
  10. 宿るな
  11. 光とは
  12. 紫雲寺
- 4thアルバム『まよいなく』（2007年3月7日）
  1. 迷いなく - テレビ朝日系「セレクション X」エンディングテーマ
  2. 雪雲
  3. 氷砂糖
  4. 蕾
  5. えぐり出して
  6. 過去
  7. 姫林檎
  8. 朧月夜
  9. 忘れないでいて
  10. 影法師
  11. 拝借
  12. 好きな様に
- ミニアルバム『愚かな願い』（2012年8月29日）（当初6月27日発売予定）
  1. 愚かな願い
  2. それを知らない
  3. NYにて
  4. 魔力
  5. アネモネ
  6. 家族の風景
- ミニアルバム『都会の灯(まちのあかり)』（2013年1月16日）
  1. 午前4時36分 - WOWWOW「天の方舟」主題歌
  2. 都会の灯
  3. プリズム
  4. 晴れてくるだろう
  5. 泣いたって
  6. 今日
- 7thアルバム『そして太陽の光を』（2014年1月15日）
  1. 嵐の前の静けさ
  2. 蓮華の花
  3. そして太陽の光を
  4. あの場所へ
  5. 春の夢
  6. 咎
  7. ご都合主義
  8. 渇望
  9. いじわる
  10. こころ次第
- ベスト・アルバム『豊穣 -BEST '03～'18-』（2018年10月31日）
- 8thアルバム『スピカ』（2022年6月17日）
  1. アルタイル
  2. ペガサス
  3. スバル
  4. スピカ
- 『続(つづく)』（2023年9月13日）

○CD1収録曲
- 1. 続く
  2. だからこそ話そう
  3. 綺麗ごとだとしても
  4. 見慣れたまち（original ver.）
  5. 女王
  6. 知っててね
  7. 鼴（読：もぐら）
  8. 夢見草
  9. 君よ 君よ 君の。
  10. こもれび
  11. 旅に出よう

○CD2収録曲
- 1. あなたと笑う
  2. 僕は椅子
  3. 見慣れたまち
  4. アルタイル
  5. ペガサス
  6. スバル
  7. スピカ
  8. 透明色

### インディーズ
- シングル『X'mos with Smile』（2000年12月1日）廃盤
  - 笹川美和「Thanks to be here」、THE「聖なる夜を君と・・・。」2曲収録
  - モスバーガークリスマスイメージソング
- 1stシングル『向日葵』（2001年4月5日）廃盤
- ミニアルバム『黄黒』（2001年10月6日）廃盤
- 2ndシングル『金木犀/笑』（2002年6月29日）廃盤
- 3rdシングル『太陽』（2003年4月6日）廃盤
  - DVD付
- ミニアルバム『miwa BLUE』（2008年6月6日）
  - 「街生まれ、田舎生まれ」収録。ライヴ会場とエイプリルレコードWEBストアのみで販売
- ミニアルバム『miwa NOEL』（2008年11月27日）完売
  - 1,000枚限定プレス（エイプリルレコード）
- 5thアルバム『miwa MIRAGE』（2009年5月8日）
  - ボーナストラック2曲付
- ミニアルバム『miwaTALE』（2010年6月23日）
  - コンセプトCD。先行販売の「miwaTALE limited」は数量限定、ろう引き特製エンベロープ+活版印刷カード仕様
- 6thアルバム『miwaGLITTER』（2010年11月17日）

### 映像作品
- インディーズPV集VHS『HIMAWARI』（2002年11月）ライブ会場販売・オフィシャルサイト200本通販限定

### 映画音楽
- 『クレイフィッシュ―ザリガニは、同じ水槽で生きられない。』（2010年）

監督、脚本、編集、出演： 常盤司郎。“ショートショート フィルムフェスティバル &アジア 2010”で新設された「ミュージックShort クリエイティブ部門」優秀賞（フェイス・ワンダワークスアワード）・観客賞のダブル受賞作品。
約10分の作品中、「街生まれ、田舎生まれ」が2回使われている。

### 楽曲提供
- 晩秋 （作詞・作曲） - 城南海『月下美人』(2016年11月16日)所収。
- 月下美人 （作詞・作曲） - 城南海『月下美人』所収。

## 出演

### ラジオ番組
- 笹川美和のオールナイトニッポン（2004年10月 - 2005年3月25日、2006年3月3日）金曜25:00-27:00（ニッポン放送系）
- 工藤淳之介 3時のカルテット（BSNラジオ）（2019年9月 - 2021年3月）

### 舞台
- +GOLD FISH（2013年2月7日-16日、東京芸術劇場）

## その他
- 父は自営業で土木建築会社“笹川組（株）”を経営[3]。笹川本人は事実上社長令嬢[4]。ちなみに笹川組は笹川美和の楽曲「美しい影」とコラボレートして、オリジナル日本てぬぐいを製作したことがある[要出典]。
- 代表曲ともいえる楽曲「笑」は、自身の従妹のために作られた[5]。
- 旧紫雲寺町長の鬼嶋正之とはメジャーデビュー前からメル友であった[要出典]。
- 2005年のシングル「紫雲寺」は、自身が生まれ育った紫雲寺町が吸収合併により消滅したことに伴って作られた[1]。
- 2007年（平成19年）10月6日、中野サンプラザで行われたINORAN 2007年ツアーファイナル（第一部）にゲスト出演した[6]。INORAN 1stアルバム「想」から3曲、INORANとH.Hayamaにプロデュースを受けた「氷砂糖」、および自身の未発表曲2曲を歌った[7]。
- 2008年（平成20年）12月29日、duo-music eschangeで行われたINORAN Connectivityに出演。「Resolution」「Monsoon Baby」「氷砂糖」「街生まれ、田舎生まれ」を歌った[要出典]。
- 2012年（平成24年）8月25日、前回の復活放送から約6年5ヶ月ぶりにオールナイトニッポンRで一夜限りの復活を果たす[8]。